# ورسک (سوادکوه)
ورسک یک روستا در ایران است که در شهرستان سوادکوه واقع شده‌است. این روستا ۱٬۴۶۰ نفر جمعیت دارد.